# Camden School for girls
La Camden School for Girls est une école secondaire de filles, proposant la mixité pour la préparation au A-level mixte, située dans le borough londonien de Camden, au nord de Londres. Elle compte environ mille élèves âgées de onze à dix-huit ans et dispose du statut d'école spécialisée en musique. L'école a longtemps été associée à l'avancement de l'éducation des jeunes filles.

## Histoire
Fondée en 1871 par la suffragiste Frances Buss, qui a également ouvert la North London Collegiate School, la Camden School for Girls est l'une des premières écoles de filles en Angleterre. À l'origine, elle est gratuite et l'admission se faisait sur entretien.
L'école impose dans ses débuts le port d'un uniforme de couleur vert foncé, avec des cravates à rayures bleues et vertes. L’insigne du blazer est alors un ancien voilier appelé buss pour rappeler le nom de famille de la fondatrice, avec la devise Onwards and Upwards (en avant et vers le haut). L'école a depuis renoncé à l'uniforme.
Après la Seconde Guerre mondiale, l'école est dirigée par Doris Burchell. L’aile scientifique Sir John Cockroft a été construite notamment grâce à des fonds réunis lors d'une série de concerts organisés à l’école, auxquels ont participé des musiciens renommés. L'école, endommagée pendant la guerre, est reconstruite en 1957, sur le projet de l'architecte John Eastwick-Field,.

## Anciennes élèves
- Sally Beamish, compositrice
- Sarah Brown, consultante
- Sara Annie Burstall, enseignante
- Monica Charlot, historienne
- Charlotte Coleman, actrice
- Athene Donald, physicienne
- Julia Donaldson, écrivaine
- Lily Donaldson, modèle
- Sarah Gavron
- Tamsin Greig, actrice
- Geri Halliwell, chanteuse
- Edith Humphrey, chimiste
- Jodhi May, actrice
- Deborah Moggach, écrivaine
- Anna Shaffer, actrice
- Eva Germaine Rimington Taylor, historienne
- Emma Thompson, actrice

## Personnalités liées à l'école
- Carol Handley, headmistress, 1971-1985
- Annie E. Ridley - gouverneure[4]
- Grace Williams, professeure de musique
- Judith Herrin, gouverneure (1995-2002)